# Gymnoscelis tibialis
Gymnoscelis tibialis är en fjärilsart som beskrevs av Moore 1887. Gymnoscelis tibialis ingår i släktet Gymnoscelis och familjen mätare. Inga underarter finns listade i Catalogue of Life.